# Vuelta a Burgos Feminas
Die Vuelta a Burgos Feminas ist ein Etappenrennen im Frauenradsport, welches in der Provinz Burgos ausgetragen wird.
Der Wettbewerb wurde erstmals 2015 ausgetragen, zunächst auf dem nationalen Rennkalender. 2019 wurde es Teil des internationalen Rennkalenders in der Kategorie 2.1. Nachdem es 2020 aufgrund der Corona-Pandemie abgesagt wurde, ist es seit der Saison 2021 im Kalender der UCI Women’s WorldTour.
Der Veranstalter organisiert gleichfalls das Männerradrennen Vuelta a Burgos.

## Palmarès
| Jahr | Siegerin               | Zweite               | Dritte                 |          |
| ---- | ---------------------- | -------------------- | ---------------------- | -------- |
| 2015 | Belén López            | Gloria Rodríguez     | Yulia Ilyinykh         |          |
| 2016 | Mavi García            | Anna Kiesenhofer     | Eider Merino           |          |
| 2017 | Eider Merino           | Femke Verstichelen   | Roos Hoogeboom         |          |
| 2018 | Beatriu Gómez Franquet | Henrietta Colborne   | Enara López Gallastegi |          |
| 2019 | Stine Borgli           | Soraya Paladin       | Mavi García            |          |
| 2020 | abgesagt               | abgesagt             | abgesagt               | abgesagt |
| 2021 | Anna van der Breggen   | Annemiek van Vleuten | Demi Vollering         |          |
| 2022 | Juliette Labous        | Évita Muzic          | Demi Vollering         |          |
| 2023 | Demi Vollering         | Shirin van Anrooij   | Ashleigh Moolman       |          |
| 2024 | Demi Vollering         | Évita Muzic          | Karlijn Swinkels       |          |
| 2025 | Marlen Reusser         | Elisa Longo Borghini | Yara Kastelijn         |          |